# Cavaquinho
O cavaquinho (pai de outros modelos como a braguinha, braga, machete, machetinho ou machete-de-braga) é um instrumento musical de cordas (cordofone) originário da província portuguesa de Minho, que mais tarde foi amplamente introduzido na cultura popular de Braga pelos nobres biscainhos, de onde foi posteriormente levado à outras regiões, como: Brasil, Cabo Verde, Moçambique, Havaí e Madeira. É formado por um corpo oco e chato, em forma de oito, tem um braço que possui trastes que o torna um instrumento temperado, composto de quatro cordas (de tripa ou com materiais sintéticos como nylon, nylgut, fluorocarbono),
Com 12 trastos na forma original o cavaquinho tem uma afinação própria da cidade de Braga que é ré-lá-si-mi. No entanto, as suas quatro cordas de tripa ou de metal, são também afinadas em sol-sol-si-ré, lá-lá-dó#-mi, dó-sol-lá-ré, no Brasil como ré-sol-si-ré ou, mais raramente, em ré-sol-si-mi conforme o país onde é utilizado e de acordo com os costumes etnográficos de cada região portuguesa. Júlio Pereira, um dos músicos portugueses mais renomados da actualidade, tem ajudado na divulgação do cavaquinho como instrumento pleno de versatilidade e que tem dado frutos.
No Brasil este instrumento é usado nas congadas e forma, junto com o bandolim, a flauta, o  violão de 7 cordas, o violão de 6 cordas e o pandeiro os conjuntos regionais para a execução de choros.
Waldir Azevedo foi possivelmente o mais conhecido músico deste instrumento no Brasil, nas décadas de 60 a 80, no domínio da música instrumental, o choro. Em décadas anteriores, um influente intérprete do cavaquinho foi Augusto Sardinha, popularmente conhecido como Garoto. Considerado, ainda em vida deste, como seu sucessor, o músico paulista Roberto Barbosa, mais conhecido por Canhotinho, é hoje considerado uma das principais referências no instrumento, por ter aprimorado a técnica deixada por Waldir Azevedo. Canhotinho é há cerca de 40 anos o arranjador do renomado conjunto de samba Demônios da Garoa. Outros tocadores notáveis deste instrumento são Dudu Nobre, Salgadinho, Mauro Diniz, Alceu Maia e Arlindo Cruz, conhecidos na cena do samba e do pagode Brasileiro.
As ilhas do Hawai têm um instrumento baseado no cavaquinho chamado ukulele, também com quatro cordas e um formato semelhante ao do cavaquinho, que se julga ser uma alteração do cavaquinho, levado por emigrantes portugueses em 1879.
A navegação portuguesa também levou o cavaquinho para a Indonésia. Sua adaptação local ganhou o nome de kroncong, nome também dado a um estilo musical com influências do fado e criado no século XVI por escravos libertados.

## Reconhecimento
No dia 20 de Outubro de 2022 a Direcção-Geral do Património Cultural (DGPC) anunciou a inscrição das práticas tradicionais de construção do cavaquinho no Inventário Nacional do Património Cultural Imaterial.